# Tronken

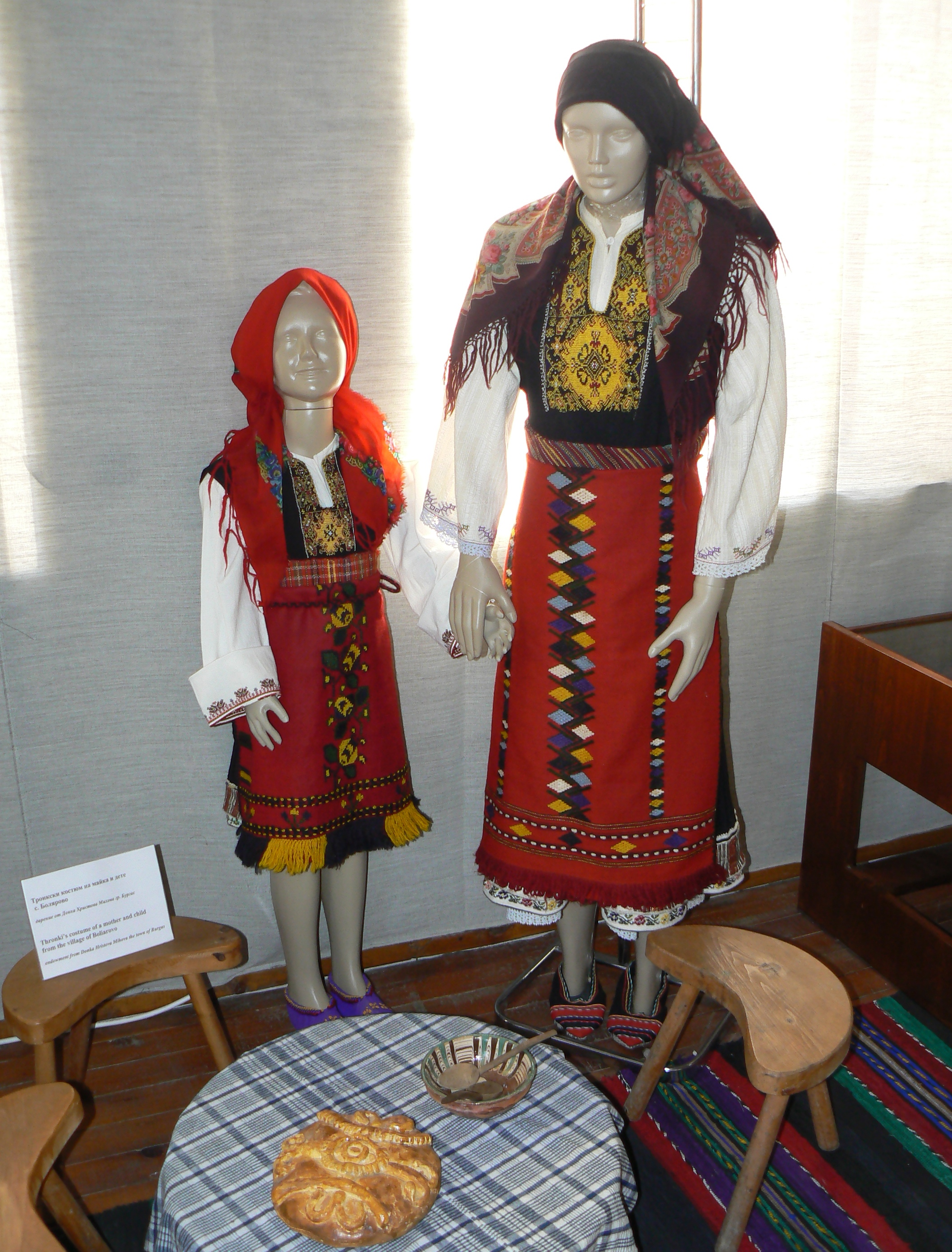
Trachten der Tronken, ausgestellt im Ethnographischen Museum in Burgas

Die Tronken oder Tronki (bulgarisch Тронки) sind nach den Rupen und neben den Sagorzi eine der bulgarischen ethnischen Gruppen, die das Strandscha-Gebirge im Südosten des Landes bewohnen. Der Name soll sich aus dem Wort tronka (bulg. тронка), was sie anstatt des im  Bulgarischen gebräuchlichen malko (bulg. малко) für klein benutzt haben, herausgebildet haben.
Ihr Siedlungsgebiet grenzt im Westen an das Siedlungsgebiet der Rupen und nimmt die Dörfer im oberen Verlauf des Flusses Fakijska bis an das südliche ostthrakische, heutige türkische Kırklareli ein. Bis 1912/1913 stellten sie die Mehrheit der Bevölkerung in Malko Tarnowo und in den Dörfern westlich von Kırklareli. Nach dem Zweiten Balkankrieg 1913 wurden sie jedoch von türkischen Freischärlern aus dem türkischen Teil Strandschas vertrieben (siehe Thrakische Bulgaren).
Heute besiedeln sie die hochgelegene Region des Strandscha-Gebirges in der bulgarischen Gemeinde Sredez, vor allem jedoch die Dörfer Momina zarkwa, Goljamo Bukowo, Kirowo, Fakija, Bogdanowo, Gorno und Dolno Jabalkowo. 
Bei den Tronkern soll es sich um Nachfahren von Umsiedlern handeln, die im 16. Jahrhundert aus dem westlichen Bulgarien (Region um Kjustendil, Sofia, Ichtiman) hierhergezogen seien.